# NK Zagorje
NK Zagorje – klub sportowy w Słowenii znajdujący się w miejscowości Zagorje ob Savi założony w 1906 roku. Od sezonu 2009/2010 gra w III lidze słoweńskiej. NK Zagorje przez 3 sezony grał w I lidze słoweńskiej. Wychowankiem klubu jest Miran Burgič reprezentant słowenii.

## Zmiany nazwy klubu
- 1930 - SK Zagorje
- 1946 - Proletarac
- 1965 - NK Zagorje
- 1991 - Elektroelement
- 1994 - NK